# La Unión Airport
La Unión Airport är en flygplats i Chile.   Den ligger i provinsen Provincia de Cardenal Caro och regionen Región de O'Higgins, i den södra delen av landet, 140 km sydväst om huvudstaden Santiago de Chile. La Unión Airport ligger 170 meter över havet.
Terrängen runt La Unión Airport är varierad. Runt La Unión Airport är det glesbefolkat, med 13 invånare per kvadratkilometer.. 
Trakten runt La Unión Airport består till största delen av jordbruksmark.